# 格纳登瓦尔德
格纳登瓦尔德是奥地利蒂罗尔州因斯布鲁克兰县的一个市镇。总面积11.49平方公里，总人口715人，人口密度62.2人/平方公里（2010年）。